# پری‌ویتامین دی۳
پری‌ویتامین دی۳ (به انگلیسی: Previtamin D3) یک ترکیب شیمیایی با شناسه پاب‌کم ۸۶۵۹۰ است. 